# Броня Брюстера

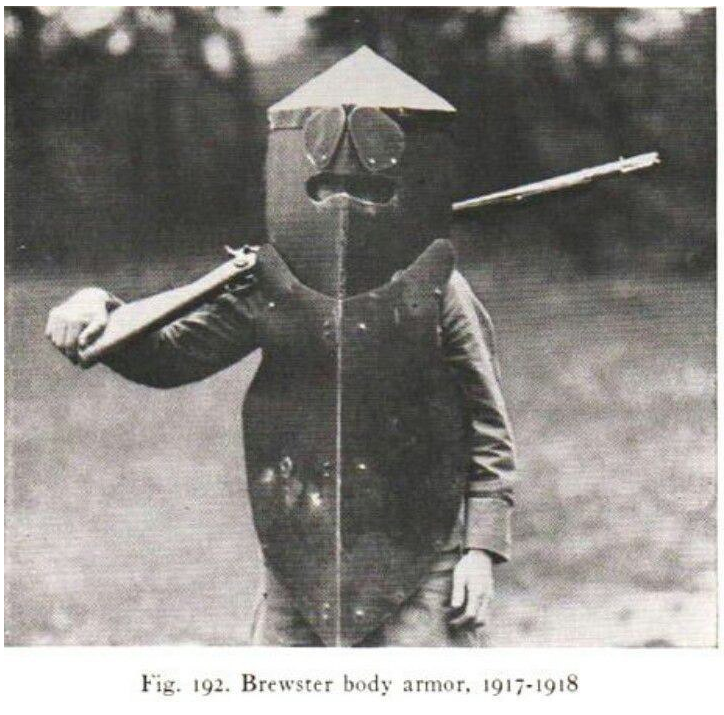
Броня брюстера

Броня Брюстера (англ. Brewster Body Shield) — это стальной доспех для пехотинцев, разработанный в 1917 году в США.

## История
Доспех был разработан летом 1917 года, запатентован 13 августа 1917 года и предложен армии США.

## Описание
Броня представляла собой нагрудник и глухой шлем, изготовленные из хромоникелевой стали толщиной до 5,5 мм, крепившиеся на теле с помощью системы ремней. Нагрудник имел ломанную форму. Он прикрывал пространство от шеи до паха включительно. Весил 18 кг и выдерживал попадание пули винтовочного патрона .303 British с дульной энергией около 3,5 тыс. Дж. В комплекте с нагрудником был массивный шлем, который закрывал лицо и шею и венчался коническими колпакам. Несмотря на способность противостоять пулям, комплект из нагрудника и шлема весил 18 килограмм и значительно стеснял движения солдат.